# Cantone di Pablo Sexto
Il cantone di Pablo Sexto è un cantone dell'Ecuador che si trova nella provincia di Morona-Santiago.
Il capoluogo del cantone è Pablo Sexto.